# David Bates
David Bates (Australia, 4 de marzo de 1976) es un nadador australiano retirado especializado en pruebas de larga distancia en aguas abiertas, donde consiguió ser subcampeón mundial en 1994 en los 25 km en aguas abiertas.

## Carrera deportiva
En el Campeonato Mundial de Natación de 1994 celebrado en Roma (Italia), ganó la medalla de plata en los 25 km en aguas abiertas, con un tiempo de 5:36:31 segundos, tras el canadiense Greg Streppel  (oro con 5:35:26 segundos) y por delante del ruso Aleksej Akatiev  (bronce con 5:37:26 segundos).